# Quốc lộ 9B
De Quốc lộ 9B (nationale weg 9B) is een weg in Vietnam in de provincie Quảng Trị. Het is een verlengde van de Quốc lộ 9A, die van Đông Hà naar Lao Bảo gaat. De Quốc lộ 9B is 8 kilometer lang en ligt op de linkeroever van de Thạch Hãn. De weg 9B loopt van de kruising met Quốc lộ 1A en de Tỉnh lộ 71 naar het strand aan de Zuid-Chinese Zee bij Cửa Việt.
QL1 · QL1B · QL1K · QL2 · QL3 · QL4 · QL5 · QL6 · QL7A · QL7B · QL8A · QL8B · QL9A · QL9B · QL12 · QL12A · QL14 · QL14B · QL14C · QL14D · QL14E · QL15 · QL15 (Biên Hoà) · QL18 · QL20 · QL51 · QL55 · QL56